# Soós István (polgármester)
Soós István (Marosludas, 1895. május 7. – Nagyvárad, 1983. március 15.) erdélyi magyar jogi szakíró. Nagyvárad polgármestere 1940–1944 közt.

## Életútja, munkássága
Középiskolai tanulmányait a marosvásárhelyi Református Kollégiumban kezdte, és Nagyváradon, a Premontrei Főgimnáziumban fejezte be (1913). Jogi tanulmányokat a nagyváradi Királyi Jogakadémián folytatott, majd a kolozsvári egyetemen szerzett jogi doktorátust. Előbb ügyvéd Nagyváradon, majd a városi közigazgatásban vállalt állást: 1926-ban városi tanácsos, 1928-ban polgármesterhelyettes, 1932-ben alpolgármester, majd polgármester. 1944-ben a város zsidó lakosságának deportálása elleni tiltakozása jeléül lemondott tisztségéről.
Vezető szerepet játszott a város művelődésében, valamint a Királyhágómelléki református egyházkerület életében; 1929-ben a Országos Magyar Párt városi tagozatának elnökévé választották. A Reformátusok Lapja, a Keleti Újság és a Nagyváradi Napló közölte írásait.
A második világháború után mellőzötten élt, biztosítási ügynökként tengette életét. Tisztessége, embersége egyik szélsőséges rendszernek sem tetszett.
Fordításában jelent meg a Törvény a vasárnapi munkaszünet és a törvényes ünnepek szabályozásáról (Nagyvárad, 1925); fordította és összeállította a Tudnivalók az új községi választásokról (Nagyvárad, 1925) c. kiadványt.